# 50 & Counting Tour
50 & Counting Tour var en turné av det brittiska rockbandet The Rolling Stones. Turnén startade den 25 november 2012 med ett hemligt klubbgig i Paris och slutade med det sista av två gig i Hyde Park i London, den 13 juli 2013. Turnén var framförallt en nordamerikansk turné då 23 av 30 föreställningar hölls i Nordamerika (övriga 7 i Europa). Turnén var kopplad till samlingsskivan GRRR! som släpptes 2012. Flera artister gästade turnén, bland andra Lady Gaga, Bruce Springsteen, Jeff Beck, Eric Clapton, Katy Perry och Mick Taylor.

## Namnet "50 & Counting Tour"
Rolling Stones bildades 1962 och namnet på turnén var en tribut till deras 50-årsjubileum 2012.